# Paullinia connaracea
Paullinia connaracea är en kinesträdsväxtart som beskrevs av Triana & Planch.. Paullinia connaracea ingår i släktet Paullinia och familjen kinesträdsväxter. Inga underarter finns listade i Catalogue of Life.